# Grant (Alabama)
Grant é uma cidade  localizada no estado americano do Alabama, no Condado de Marshall.

## Demografia
Segundo o censo americano de 2000, a sua população era de 665 habitantes.
Em 2006, foi estimada uma população de 688, um aumento de 23 (3.5%).

## Geografia
De acordo com o United States Census Bureau, a localidade tem uma área de 4,6 km², sem área coberta por água. Grant localiza-se a aproximadamente 182 m acima do nível do mar.

## Localidades na vizinhança
O diagrama seguinte representa as localidades num raio de 24 km ao redor de Grant.